# Akhdut HaAvoda
L'Akhdut HaAvoda (hébreu : אחדות העבודה, litt. Unité travailliste) était le nom utilisé par une succession de partis politiques ayant tout d'abord vu le jour en Palestine mandataire puis en Israël. Le parti initial, dirigé par David Ben Gourion, est l'un des principaux précurseurs du Parti travailliste israélien.

## Histoire

### Akhdut HaAvoda
Le premier parti Akhdut HaAvoda a été fondé en Palestine sous administration militaire britannique en 1919 après une division au sein du parti Poale Zion, qui avait créé une branche en Syrie ottomane en 1906. Le Akhdut HaAvoda était dirigé par David Ben Gourion, qui était membre du groupe avant-guerre. La raison de cette division était un conflit entre l'adhésion à l'Internationale communiste et la participation à l'Organisation sioniste mondiale (OS) bourgeoise. L'adhésion à la fonction la plus radicalement anti-OS tendait à se manifester principalement de la part des immigrants yiddishs les plus récents. La langue yiddish devint un autre point de désaccord l'Akhdut HaAvoda ayant une politique privilégiant le seul hébreu.
L'année suivante, en 1920, lors d'une conférence tenue en juin, l'Akhdut HaAvoda décida de la création d'une organisation militaire, la Haganah, afin de remplacer les milices du Hashomer.
En 1920 également, l'Akhdut HaAvoda et l'Hapoël Hatzaïr non-marxiste coopérèrent à la construction d'une « organisation générale des Travailleurs hébreux » - la Histadrout. En novembre, des délégués furent élus par 4500 membres des différents groupes de travailleurs et le premier congrès se tint à Haïfa en décembre de la même année. L'Akhdut HaAvoda n'obtint pas la majorité absolue, mais avec l'appui du Hapoël Hatzair, ils dominèrent les débats. Leur objectif était la construction d'une économie propre des travailleurs juifs en Palestine. David Ben Gourion, à cette époque, vivait à New York, mais revint en Palestine en 1921 afin d'être élu comme premier Secrétaire de la Histadrout,. La Haganah fut placée sous la juridiction de la Histadrout.
Lors du troisième congrès de l'Akhdut HaAvoda à Ein Harod en 1924, David Ben Gourion parvint à réfuter les propositions faites par Shlomo Kaplansky d'établir un parlement en Palestine mandataire. La question avait été soulevée en raison des plans présentés par Bureau colonial britannique pour la création d'un Conseil législatif.
Parmi les autres membres du premier Akhdut HaAvoda, on retrouve Yitzhak Ben-Zvi et Berl Katznelson.
La coopération entre l'Akhdut HaAvoda et l'Hapoël Hatzaïr les conduisirent à fusionner en 1930 afin de former le « Parti des Travailleurs de la Terre d'Israël »-Mapaï, qui devint par la suite la principale force politique sioniste jusqu'aux années 1960.

### Le mouvement Akhdut HaAvoda
Le 20 mai 1944, un groupe connu sous le nom de Faction B (hébreu : סיעה ב', Sia'a Bet) se sépara du Mapaï, reprenant le nom Akhdut HaAvoda abandonné quatorze ans avant (hébreu : התנועה לאחדות העבודה, HaTnu'a LeAhdut HaAvoda). Ce groupe était pro-soviétique, et rejetait tout compromis territorial. Nombre de ses membres venaient du HaKibbutz HaMeuhad, l'organisation du Mapaï pour les kibboutzim. Ils avaient une majorité des postes de dirigeants au sein de la Haganah et en particulier dans le Palmah. Les dirigeants clés du mouvement étaient Israel Galili et Yigal Allon. Parmi les autres personnalités, on trouvait David Elazar, Yitzhak Hofi, Avraham Adan et Yitzhak Rabin.

### Le mouvement Akhdut HaAvoda Poale Zion
En 1946, le mouvement Akhdut HaAvoda fusionna avec la Gauche Poale Zion afin de former le mouvement Akhdut HaAvoda Poale Zion (hébreu : התנועה לאחדות העבודה פועלי ציון, HaTnu'a LeAhdut HaAvoda Poale Zion). Deux ans plus tard, le nouveau parti fusionna avec le Parti des Travailleurs Hashomer Hatzair afin de former le Mapam. Beaucoup de commandants de la Haganah était des membres du Mapam, y compris le chef du Commandement national, Israël Galili, l'un des dirigeants du Mapam. Le Palmah était aussi dominé par le Mapam par l'intermédiaire de son officier commandant, Ygal Allon (responsable du futur « plan Allon » de 1968 proposant l'annexion de 30 % de la Cisjordanie occupée après la Guerre des Six Jours, traduction de la tendance nationaliste forte de l'Akhdut HaAvoda), et de cinq des commandants de brigade. Cette situation conduisit à un conflit avec David Ben Gourion qui ne voulait pas voir l'armée échapper au strict contrôle de l'État lors de la création de l'armée nationale israélienne en juillet 1948. En 1953, après une série de désaccords vifs, deux des quatre Commandants des secteurs régionaux et six des douze commandants de brigades démissionnèrent. Les membres du Mapam restants, Yitzhak Rabin, Haim Bar-Lev et David Elazar, eurent à subir plusieurs années dans des postes de gestion du personnel ou d'entraînement avant de reprendre leurs carrières au sein d'unités combattantes.

### L'Akhdut HaAvoda Poale Zion
Le 23 août 1954, Moshe Aram, Yisrael Bar-Yehuda, Yitzhak Ben-Aharon et Aharon Zisling quittèrent le Mapam pour rétablir l'Akhdut HaAvoda Poale Zion. Cependant, ils ne furent pas considérés par le Président de la Knesset comme parti indépendant. Le nouveau parti lança aussi un journal, le LaMerhav, qui devint quotidien en décembre de la même année, et fut publié jusqu'en mai 1971, quand il fusionna avec le Davar.
Le parti participa aux élections législatives israéliennes de 1955 sous l'étiquette Akdut HaAvoda, et parvint à remporter 10 sièges, faisant d'eux le cinquième parti de la Knesset en nombre de représentants. Ils participèrent aux deux coalitions gouvernementales dirigées par David Ben Gourion de la troisième session de la Knesset. Nahum Nir, membre du parti, fut nommé Président de la Knesset (seule fois où un président n'appartint pas au parti le plus important), Yisrael Bar-Yehuda fut nommé Ministre des Affaires internes, et Moshe Carmel Ministre des Transports. Cependant, leur parti fut responsable de la chut du gouvernement en 1959 lorsque, avec leurs partenaires du Mapam au sein de la coalition, votèrent contre le gouvernement sur la question de la vente d'armes à la République fédérale d'Allemagne et refusèrent de quitter la coalition.
Lors des élections législatives de 1959, le parti n'obtint que sept sièges. Il fit à nouveau parti de la coalition gouvernemental jusqu'à son effondrement en 1961, avec Yitzhak Ben-Aharon nommé Ministre des Transports. Les élections législatives de 1961 virent le parti gagner un siège, et il devint membre des trois coalitions gouvernementales de la cinquième session de la Knesset avec Ygal Allon comme ministre du Travail et Yitzhak Ben-Aharon, Yisrael Bar-Yehuda et Moshe Carmel tour à tour ministres du Travail lors de cette session.
Pour les élections législatives de 1965, le parti s'allia au Mapaï afin de former l'Alignement, qui remporta 45 sièges. Le 23 janvier 1968, le parti fusionna avec le Mapaï et le Rafi afin de donner naissance au Parti travailliste israélien, et cessa d'exister comme entité indépendante.